# Habas
Habas é uma comuna francesa na região administrativa da Nova Aquitânia, no departamento Landes. Estende-se por uma área de 18,71 km². Em 2010 a comuna tinha 1 509 habitantes (densidade: 80,7 hab./km²).